# Kalguddi, Hangal
Kalguddi là một làng thuộc tehsil Hangal, huyện Haveri, bang Karnataka, Ấn Độ.